# 紀元前312年
紀元前312年（きげんぜんさんびゃくじゅうねん）は、ローマ暦の年である。
当時は、「コルウスとムスが共和政ローマ執政官に就任した年」として知られていた（もしくは、それほど使われてはいないが、ローマ建国紀元446年）。紀年法として西暦（キリスト紀元）がヨーロッパで広く普及した中世時代初期以降、この年は紀元前312年と表記されるのが一般的となった。

## 他の紀年法
- 干支 : 己酉
- 日本
  - 皇紀349年
  - 孝安天皇81年
- 中国
  - 周 - 赧王3年
  - 秦 - 恵文王13年
  - 楚 - 懐王17年
  - 斉 - 宣王8年
  - 燕 - 燕王噲9年
  - 趙 - 武霊王14年
  - 魏 - 襄王7年
  - 韓 - 宣恵王21年
- 朝鮮
  - 檀紀2022年
- ベトナム :
- 仏滅紀元 : 233年
- ユダヤ暦 :

## できごと

### セレウコス朝
- プトレマイオス1世とバビロニアの太守であるセレウコス1世が、シリア州を侵略する。ガザの戦いの結果は、プトレマイオス1世とセレウコス1世のアンティゴノス1世の息子のデメトリオス1世 (「攻城者」）)に対する勝利であり、 デメトリオス1世は捕虜となったがすぐに釈放された。セレウコス1世はプトレマイオス1世に仕えることを辞め、以前の領地であるバビロニアへと帰還した。これは10月1日の出来事であり、セレウコス朝時代の始点となった。

### シチリア
- シュラクサイ人は、カルタゴ人に、僭主のアガトクレスに対抗するための援助を求める。カルタゴ人もシチリアにおける自身の領地を脅かされており、大軍を島に送る。

### 共和政ローマ
- パトリキであり、ローマのケンソルであるアッピウス・クラウディウス・カエクスは、であり、 公職に就くとローマとカプア間にアッピア街道の建設を始める。また彼は政治改革のプログラムを開始した。例えば、土地を所有しないものにも各種の役職を選出するための投票権を与えた。当時基本的な政治単位を構成していた部族の、土地を所有しないローマ市民に配分した。 またアッピウスは解放奴隷の息子に元老院に入ることを認めた。彼はまた解放奴隷が公職に就く権利を主張した。
- ローマ市への最初の水道であるアッピア水道の建設が終了し、初めて綺麗な飲料水をローマは手に入れた。

### 中国
- 張儀の策謀に嵌った楚は大軍を発して秦を侵攻した。秦の軍隊は迎撃して丹陽にて大いに楚軍を破り、8万人を斬った。逆に楚の漢中地方に攻め入り、その地に漢中郡を設置した。楚の懐王が再び全国の徴集できる部隊を召集して進攻を発動し、藍田で秦軍と会戦すると、秦軍は再び勝利した（藍田の戦い）。この戦いは楚の衰亡の端緒となった。魏と韓はこの機に乗じて、楚に侵攻し、鄧に達した。楚軍はこれを聞いて撤兵し、2城を割譲して秦と講和した。
- 燕の公子職は、斉に服属することを条件にして王に即位することを許された。即位した昭王は燕の再興と斉への復讐を目的にして、臣民と労苦を分かち、富国強兵と人材の登用に励んだ。昭王は郭隗を師と仰いだ。これが有名な「まず隗より始めよ」の故事であり（郭隗に宮殿を与えて優遇することで郭隗程度でも優遇されるのだからもっと優れた人物はもっと優遇してくれるということ）、郭隗のいうとおりに名将で名高い楽毅が燕にやって来たのもこの昭王の時代である。楽毅は魏より、劇辛は趙より来た。昭王は楽毅を亜卿に任じ、国政を任せた。
- 韓の宣恵王が死去し、太子倉が即位して、襄王となる。

## 死去
- ペイトン :マケドニア王アレクサンドロス3世の家臣で、ディアドコイの一人。
- ヘラクレイデス :古代ギリシャの哲学者。（紀元前387年生）
- 宣恵王：韓の君主。